# Laaglanddwergnachtzwaluw
De laaglanddwergnachtzwaluw (Aegotheles tatei) is een vogel uit de familie dwergnachtzwaluwen (Aegothelidae).

## Verspreiding en leefgebied
Deze soort is endemisch in het oostelijke deel van Centraal-Nieuw-Guinea.